# Pete Banaszak
Peter Andrew Banaszak (ur. 21 maja 1944 w Crivitz, Wisconsin) – amerykański futbolista polskiego pochodzenia, grał na pozycji running back w Oakland Raiders (NFL) i Miami Hurricanes (college football), triumfator Super Bowl XI (1977). Członek Polsko-Amerykańskiej Galerii Sław Sportu od 1990.
Podczas zawodowej kariery przebiegł 3772 jardów, odebrał 121 podań na 1022 jardów i zdobył 51 przyłożeń. Finalista Super Bowl II (1968) przegranego z Green Bay Packers. W 1975 roku ex aequo z O.J. Simpsonem najwięcej przyłożeń w lidze NFL- 16. Zdobył dwa przyłożenia w zwycięskim dla Raiders Super Bowl XI (1977) przeciwko Minnesota Vikings. Trenerem Raiders był legendarny John Madden a jednymi z kolegów z drużyny byli inni zawodnicy polskiego pochodzenia Ted Kwalick oraz John Matuszak. Banaszak obecnie mieszka w Jacksonville, Floryda i jest współgospodarzem z Cole'em Pepperem audycji radiowych po meczach Jacksonville Jaguars.